# Haidar Ansari
Haidar Ansari (født 2001) er en dansk digter, der er vokset op i Urbanplanen på Amager. I 2022 debuterede han med digtsamlingen Institutionaliseret, udgivet på Gyldendal. Digtsamlingen blev skrevet og udgivet, mens han afsonede en fængselsdom på fem år for forsøg på manddrab. I 2025 fulgte han op med bogen Normaliseret, der er et langdigt om kontrasterne mellem det underklassemiljø, Ansari voksede op i, og det finkulturelle litterære miljø, han fik adgang til med sin litterære succes.

## Liv
Ansari har dansk-irakisk baggrund og voksede op i Urbanplanen sammen med sin mor og tre brødre. Han blev kriminel allerede som dreng. Han holdt op med at gå i skole i 7. klasse og blev siden anbragt en række steder. Fra han var 15 år, tilbragte han sin tid næsten uafbrudt på lukkede institutioner eller i et egentligt fængsel. Han begyndte at skrive digte, mens han sad i Vestre Fængsel. Han sendte sine digte til forfatteren Morten Pape, der også kommer fra Urbanplanen, og som mente, at Ansari havde et "enormt lyrisk talent" og formidlede kontakten til forlaget Gyldendal.
Ifølge Ansari selv brugte han digtningen terapeutisk, mens han samtidig brugte sin fritid i fængslet på at læse store mængder af klassisk litteratur fra Dostojevskij til Vita Andersen. Samtidig påbegyndte han studier til en studentereksamen.

## Institutionaliseret
Debutdigtsamlingen "Institutionaliseret" på 130 sider blev udgivet i marts 2022 på Gyldendal. Selvom der ikke er tale om en direkte selvbiografi, har digtsamlingen tydelige selvbiografiske træk. Den er inddelt i tre afsnit med titlerne "Kvarteret", "Institutioner" og "Fængsler" og skildrer en dreng, der vokser op i et betonbyggeri på Amager og tidligt bliver inddraget i det kriminelle miljø. Som dreng begynder han at ryge hash og sniffe kokain, bliver pusher og begår røveri og overfald. En dag stikker han en kniv i en person, der netop har stukket hans ven ned, og bliver derefter anholdt og idømt fængsel.
I Politiken tildelte anmelderen Mikkel Krause Frantzen digtsamlingen fire af seks hjerter, og i Jyllandsposten tildelte Nicklas Freisleben Lund den tilsvarende fire af seks stjerner og mente, at Ansari overbeviste med sine "”coming of age”-digte fra den nye etniske underklasse". Også Berlingskes anmelder Jacob Ørsted gav digtsamlingen fire af seks stjerner. I dagbladet Information skrev Kamilla Löfström i sin anmeldelse, at bogen var uundværlig "som vidnesbyrd om uligheden i vores velfærdssamfund". I Weekendavisen var anmelderen Lars Bukdahl mere forbeholden og mente, at der  var kapable glimt, men at Ansaris digte "...er jo bare ikke geniale nok til, at læseren orker deres nonchalante afstumpethed".
Samtidig medførte udgivelsen af digtsamlingen en offentlig debat i avisspalterne, om et forlag overhovedet bør udgive bøger af en kriminel, der afsoner en dom, og hvordan kriminalitet og litteratur hænger sammen.

## Normaliseret
I 2025 fulgte Ansari op med en ny udgivelse, Normaliseret, der udgøres af ét langt digt på mere end 80 sider, som udspændes mellem de to poler, der var blevet hans liv: det fattige, forråede underklassemiljø, han skildrede i Institutionaliseret, og den verden af litteratur, prestige og dannelse, som hans digtersucces efterfølgende gav ham adgang til.

## Sammenligning med Yahya Hassan
Anmeldelserne og presseomtalen af Institutionaliseret sammenlignede i høj grad Ansari med den århusianske digter Yahya Hassan, der var debuteret som digter i 2013 og på mange måder havde en opvækst, som mindede om Hassans. Ansari har selv udtalt, at han er inspireret af Yahya Hassan, hvis digtsamling fra 2013 var den første bog, Ansari læste af egen interesse. Her så han som noget helt nyt sin egen virkelighed skildret i litteraturen. Samtidig kalder han det et problem, hvis man automatisk bliver sammenlignet med Hassan, hvis man har udenlandsk baggrund og skriver digte.
I efterfølgeren Normaliseret refererede Ansari til en række andre danske digtere og kunstnere med minoritetsetnisk baggrund som Amina Elmi, Elias Sadaq, rapperen Sivas og filminstruktøren Fenar Ahmad.